# شهرک امید
شهرک امید (شهرک فرحناز پیشین) یک شهرک در تهران، ایران است که در شمال شرقی این شهر در کنار پارک جنگلی لویزان جای دارد. 

این شهرک ۱۹۴۶ واحد مسکونی در ۱۸ برج و ۵۴ خانهٔ ویلایی دارد و جمعیت آن نزدیک ۸۰۰۰ تن برآورد می‌شود. این شهرک در میان جنگل لویزان و بوستان جنگلی یاس در شمیرانات جای دارد و توسط منطقهٔ چهار شهرداری تهران مدیریت می‌شود. 

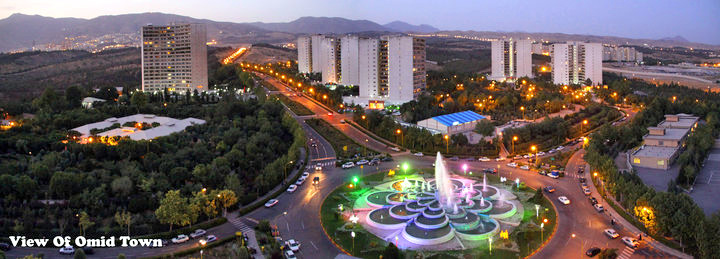
نمایی از شهرک امید

شهرک امید نخستین شهرک مسکونی در خاورمیانه است که موفق به دریافت گواهینامه‌های بین‌المللی ایزو ۹۰۰۱ در مدیریت کیفیت و ایزو ۱۴۰۰۱ در سلامت محیط زیست و تندیس طلایی GIC انگلستان شد.

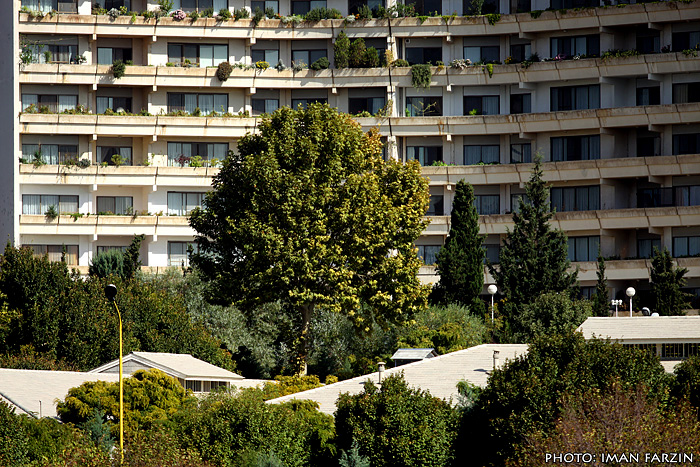
شهرک امید، ساختمان کلاس C

## طراحی و ساخت

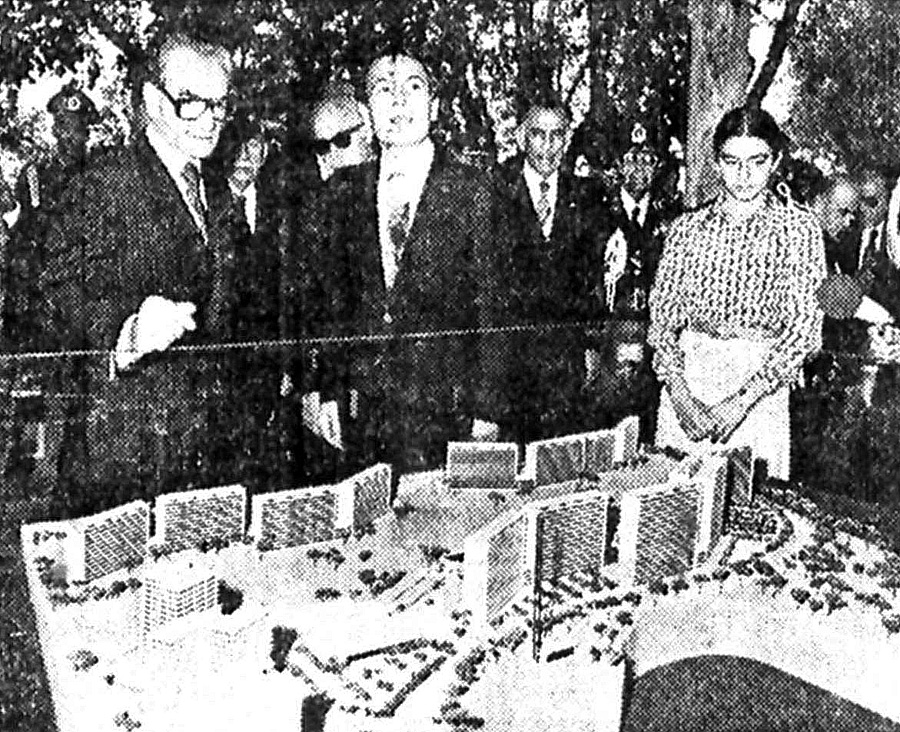
محمدرضا پهلوی و دخترش فرحناز در بازدید از پروژه ساخت شهرک فرحناز لویزان (شهرک امید فعلی) در تیرماه ۱۳۵۷

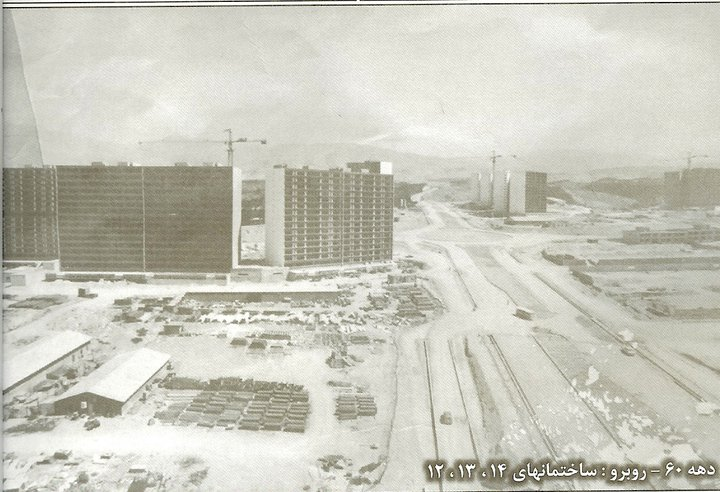
شهرک امید در حال تکمیل، دهه ۱۳۶۰

عملیات طراحی و ساخت یک شهرک مسکونی در شمال شرق تهران منطقه لویزان به نام «شهرک فرحناز» در اواخر حکومت پهلوی به منظور تأمین مسکن پرسنل گارد شاهنشاهی توسط یک پیمانکار فرانسوی به نام شرکت S.A.E (ایفاژ فعلی) آغاز شد. این شهرک پیش از انقلاب اسلامی قرار بود تنها به فرماندهان، امیران، افسران و درجه داران گارد شاهنشاهی اختصاص یابد و در تیرماه ۱۳۵۷ از این مجموعه حال ساخت توسط شخص محمدرضا پهلوی و دخترش فرحناز بازدید شد.
پس از انقلاب اسلامی در سال ۱۳۵۷ و انحلال گارد شاهنشاهی، این شهرک مدتی با نام پروژه قنات کوثر و سپس به «شهرک امید» تغییر نام پیدا کرد و مالکیت آن به شرکت تعاونی مسکن امید وابسته به لشکر ۲۱ حمزه نیروی زمینی ارتش (که از ادغام دو لشکر یک و دو گارد شاهنشاهی ایجاد شده بود) واگذار شد. عملیات عمرانی مطابق نقشه قبلی پس از توقفی چند ساله مجدداً از سر گرفته شد و نهایتاً ۱۸ ساختمان در سه نوع A و B و C به بهره‌برداری کامل رسید و به تدریج تحویل خریداران شد.

## ساختمان‌ها
در ابتدا قرار بود این مجموعه در دو فاز و پنج کلاس ساختمان مختلف در ۲۳۲۴ واحد به بهره‌برداری برسد. امروزه برج‌های هجده‌گانه شهرک امید در سه کلاس A شامل پنج ساختمان ۱۷ تا ۲۱، کلاس B شامل ساختمان‌های ۱ تا ۱۴ و کلاس C شامل ساختمان ۱۶ و در ۱۹۴۶ واحد می‌باشند. این برج‌ها چهارده، شانزده و هجده طبقه هستند.

## استانداردها و گواهینامه‌های بین‌المللی
شهرک امید تنها شهرک مسکونی در کل ایران است که تاکنون موفق شده گواهینامه‌های ایزو ۹۰۰۱ و ایزو ۱۴۰۰۱ در مدیریت کیفیت و سلامت محیط زیست را از مؤسسه گاردین انگلستان دریافت نماید. رعایت اصول ساخت مسکن، قوانین مالی ساختمان، مقاوم‌سازی، بهینه‌سازی مصرف انرژی به منظور جلوگیری از اتلاف سوخت و انرژی در ۱۹۴۶ واحد مسکونی این شهرک از جمله دلایل انتخاب این شهرک از سوی GIC است.
کلیه استانداردهای لازم و روز دنیا در طراحی این برج‌ها بکار رفته‌است. آسانسورهای بزرگ، پله‌های اضطراری، اتاق رایزر تلفن، برق، گاز و آب برای هر طبقه، سیستم هشدار و آب رسانی اضطراری برای هر طبقه به هنگام بروز آتش‌سوزی، تلفن داخلی، اتاق برق، سیستم آنتن مرکزی مخابراتی و تلویزیونی، سیستم برودتی و گرمایی مجهز، تونل‌های تأسیساتی زیرزمینی و موتورخانه مرکزی برای هر برج بکار رفته‌است.
از جمله مزایایی که امروزه شهرک امید را از دیگر شهرک‌های مسکونی پایتخت متمایز کرده، آب و هوای فوق‌العاده به دلیل مجاورت با جنگل‌های لویزان و کوه پایه‌های البرز در شمال شرقی تهران، فضای سبز کم‌نظیر در اطراف تمامی ساختمان‌ها و خیابان‌ها و معابر شهرک، زمین ورزشی اختصاصی برای هر ساختمان، پارک و فضای سبز اختصاصی برای هر ساختمان، امکانات اختصاصی برای شهرک از جمله استخر و سونا، باشگاه‌های ورزشی برای آقایان و خانم‌ها، کتابخانه و آموزشگاه علمی و هنری، زمین‌های ورزشی اسکلیت، فوتبال، بسکتبال (Street Ball)، زمین‌های تنیس اختصاصی و سالن ورزشی است.
همچنین آرامش و امنیت مثال زدنی شهرک امید و رعایت استاندارهای جهانی شهرک نشینی، این مجموعه را به منطقه‌ای جدا از آلودگی‌های شهر تهران مبدل ساخته‌است.

## موقعیت جغرافیایی
شهرک امید یکی از شهرک‌های بزرگ تهران است که پس از تقسیمات محله‌ای در سال ۱۳۸۷ در محله قنات کوثر قرار گرفت. شهرک امید از شمال به بزرگراه شهید بابایی و باغ پرندگان، از جنوب به محله قنات کوثر و بزرگراه زین الدین، از شرق به بزرگراه شهید باقری و از غرب نیز به پارک جنگلی لویزان محدود می‌شود. راه‌های ورودی شهرک، درب جنوبی آن در میدان امید و درب شمالی آن در بلوار گلستان منتهی به بزرگراه شهید باقری است که در تمامی ساعات شبانه روز توسط سیستم انتظامات و نگهبانی شهرک کنترل می‌گردد.

## خطوط حمل و نقل عمومی
این شهرک فاقد خط مترو می‌باشد و از اشکالات اساسی سامانه اتوبوسرانی این شهرک طراحی مقصد تنها خط عبوری از مجاور شهرک در جهت جنوب و جنوب غربی شهر و عدم تنوع خطوط اتوبوسرانی می‌باشد و با وجود نیاز خط اتوبوسی وجود ندارد که شهروندان را در جهت غرب (سه راه ضرابخانه و بزرگراه شهید همت) و شمال غربی شهر (میدان نوبنیاد و خیابان پاسداران) جابجا نماید. تنها خط اتوبوسرانی عبوری از مجاور شهرک عبارت است از:
- خط ۲۰۸ از شهرک پارس به پل خاقانی (در مسیر پارک پلیس ، پل استقلال - بزرگراه باقری ، شهرک امید ، بلوار استقلال ، خیابان سراج ، بلوار دلاوران ، میدان الغدیر ، دانشگاه علم و صنعت ، سه راه فرجام‌ ، مترو سرسبز ، میدان رسالت ، دردشت ، نارمک ، میدان شقایق ) [۷]

## تصرف اراضی
در سال ۱۳۸۳، پس از تصرف قسمتی از اراضی ضلع شمال شرقی شهرک واقع در جنگل لویزان توسط یکی از نهادهای امنیتی، مشخص گردید سازمان منابع طبیعی وقت استان تهران، مالکیت آن قسمت از اراضی را پیش از این واگذار کرده و ارگان امنیتی نیز با کشیدن دیوارهای بلند بتنی، آن را تصرف نموده‌است.
پیرو این موضوع، مدیریت و ساکنین شهرک به مراجع قانونی شکایت کرده و علی‌رغم حکم قضایی مبنی بر برچیده شدن دیوارها، عدم اجرای این حکم نهایتاً منجر به نخریب دیوارهای امنیتی و آزادسازی اراضی تصرف شده توسط عده بسیار کثیری از مردم منطقه شد. در این اقدام که روز ۲۴ فروردین ۱۳۸۳ انجام شد، یکی از جوانان معترض نیز به ضرب گلوله مجروح شد.
همچنین جاده شمالی شهرک امید که درب شمالی این شهرک واقع در اتوبان شهید بابایی را به درب وسط متصل می‌نمود، به دلیل احداث پروژه اتصال بزرگراه‌های باقری و بابایی، علی‌رغم قدمت پنجاه ساله و وجود نزدیک به ۲۵۰۰ درخت، مورد تعریض قرار گرفت. تصرف اراضی شرقی توسط یکی از ارگان‌های امنیتی دلیل این امر بوده‌است.
در پی ایجاد تعریض جاده شمالی و تبدیل آن به بزرگراه شهید باقری، در سال‌های ۹۱ و ۹۲ قسمت‌های از پارک جنگلی لویزان در مجاورت این شهرک نیز دستخوش تخریب و پاکتراشی کامل شده‌است که با واکنش‌هایی نیز از سوی فعالان و مدافعان محیط زیست به همراه بوده‌است.
در حال حاضر بزرگراه شهید باقری با عبور از بلوار گلستان (بلوار شمالی سابق شهرک امید) به بزرگراه شهید بابایی متصل گردیده‌است.

## اماکن داخلی

### قنات
قنات شهرک امید، از دیگر اماکن دیدنی داخل مجموعه‌است که از سال‌های پیش وجود داشته و همچنان از قنات‌های زنده و جاری تهران است. این قنات از شمال از کوهپایه‌های البرز سرچشمه گرفته و به شهرک امید ختم می‌شود. نام «قنات کوثر» در حقیقت نام همین قنات است که سرمنشأ سبزی و آبادانی منطقه بوده‌است. 

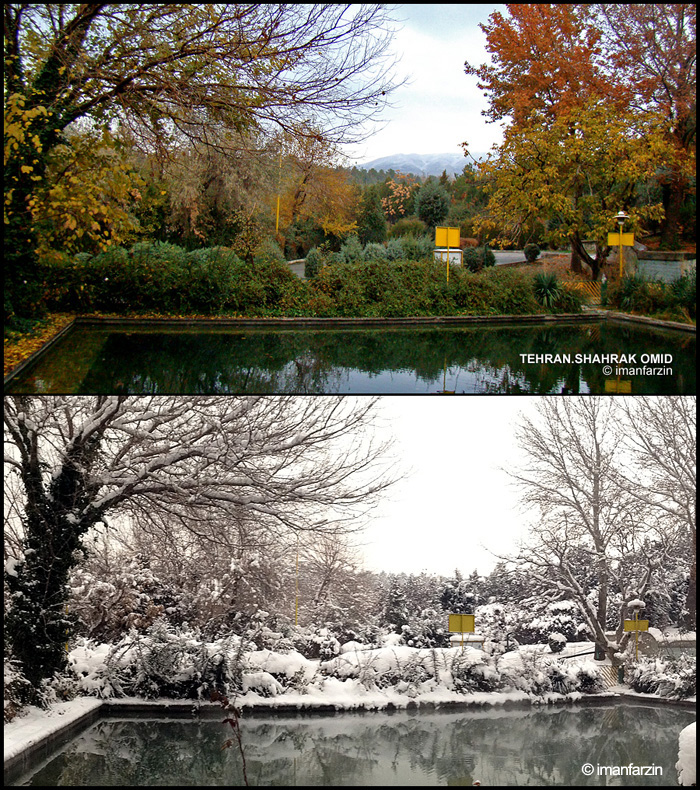
قنات کوثر، تنها قنات زنده منطقه واقع در شهرک امید

### مجتمع تجاری
این مجتمع شامل بیش از ۱۲۰ واحد تجاری شامل رستوران و مواد غذایی، سوپرمارکت، هایپر مارکت، خشک‌شویی، کافه شومینه، میوه فروشی، انواع نانوایی، کتاب فروشی، فروشگاه‌های شهر کتاب و اتکا و بانک‌های پاسارگاد، سپه، پارسیان و… در ضلع جنوب شرقی شهرک امید واقع شده و کلیه مایحتاج زندگی ساکنین و مناطق اطراف را تأمین می‌کند.

### تصفیه خانه
کلیه فاضلاب شهرک امید، به صورت منظم توسط یک سامانهٔ فاضلاب داخلی، سازماندهی شده و دو تصفیه خانه شرقی و غربی، فاضلاب شهرک را تصفیه نموده و آبیاری فضای سبز را تأمین می‌کنند.

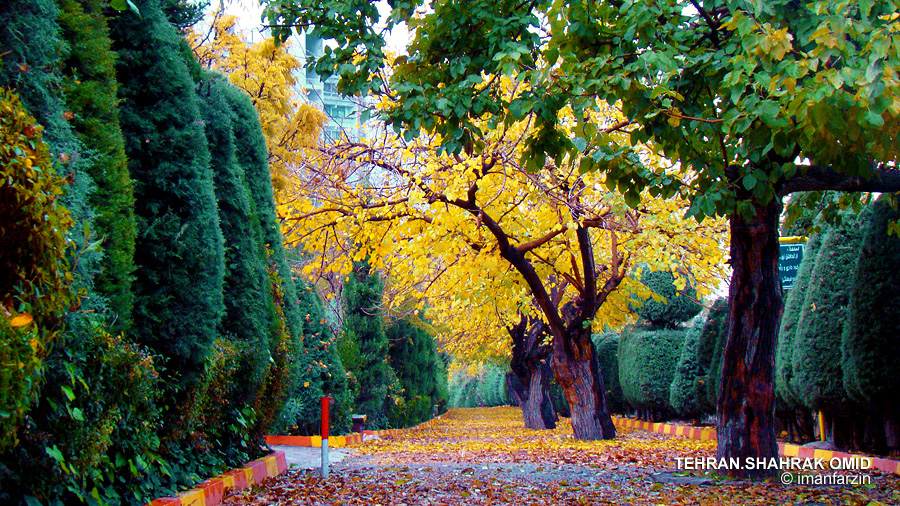
بوستان فرهنگسرا واقع در قسمت شمال غربی شهرک امید. محل فعلی این بوستان سابقاً باغ انار بوده‌است.

### کارواش و تعمیرگاه
کارواش و تعمیرگاه نیز در منتهی‌الیه جنوب شرقی شهرک امید واقع شده و همه روزه خدمات لازم را به ساکنین این مجموعه ارائه می‌نماید.

### فضاهای ورزشی
- باشگاه تنیس شامل شش زمین تنیس برای خانم‌ها و آقایان در ضلع شمال شرقی شهرک
- استخر و سونا در منطقهٔ ویلایی‌های شهرک (جنب خدمات و نگهداری)
- سالن ورزشی سیکا در منتهی‌الیه شمال شرقی شهرک (فوتسال و والیبال)
- زمین بسکتبال خیابانی (Streetball) جنب ساختمان‌های ۷ و ۸
- زمین‌های آسفالت فوتبال و والیبال و بسکتبال مرکزی شهرک جنب دبیرستان دخترانه
- جادهٔ جنگلی تندرسی که از درب شمالی آغاز شده و به جنگل لویزان می‌رود و همه روزه بسیاری از ساکنین در آن به دویدن و پیاده‌روی مشغول هستند
- زمین‌های ورزشی و زمین‌های بازی کودکان که هر ساختمان به صورت مجزا دارا می‌باشد.
- پارک‌ها و بوستان‌های متعدد (بیش از ۴۰ هکتار از کل فضای ۷۲ هکتاری شهرک امید، زیر پوشش انواع درخت و فضای سبز است) که به انواع وسائل ورزشی تجهیز شده‌است.
- سالن ورزشی شماره ۱ (آکادمی بدنسازی و پروش اندام آقایان شمال شرق تهران) واقع در ضلع شمال شرقی میدان
- سالن ورزشی شماره ۲ ویژه بانوان (یوگا و ایروبیک)، ضلع شرقی پارک مرکزی

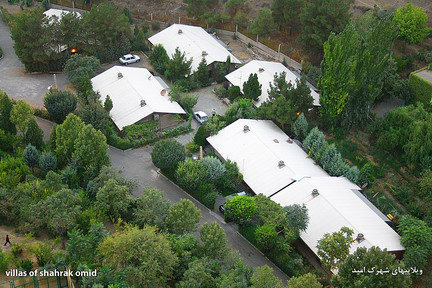
خانه‌های ویلایی شهرک امید

### مجتمع فرهنگی
مجتمع فرهنگی شهرک امید (فرهنگسرای امید) شامل کتابخانه ۳۰هزار جلدی و انواع آموزشگاه‌های زبان، موسیقی، کنکور و… واقع در شرق پارکینگِ خدمات و نگهداری که دارای فضای باز و پارک مطالعهٔ مجزا برای آقایان و خانم‌ها می‌باشد.

### مهدکودک
مهدکودک واقع در ویلایی شهرک امید با دو حیاط مشجر و فضای ۴۰۰ متری با کلاس‌های نجاری، سفالگری، نقاشی، زبان، بازی و ریاضی و… قرار دارد.

### خانه‌های ویلایی
زمانی که مهندسین و تکنسین‌های پیمانکار فرانسوی، عملیات عمرانی ساخت این شهرک را آغاز نمودند، تعداد ۵۴ دستگاه ویلایی ۷۵ و ۹۵ متری برای استقرار و اقامت آن‌ها به همراه خانواده‌هایشان، در ضلع شمال غربی شهرک و درست در مجاورت جنگل ساخته شده که پس از انقلاب اسلامی و بازگشت پیمانکاران خارجی به کشورشان، این واحدهای ویلایی به صورت اجاره‌ای در اختیار عموم قرار گرفت.
استخر و سونای فعلی شهرک امید نیز در میان این خانه‌ها واقع شده، سابق بر این استخر روباز و اختصاصی پیمانکاران خارجی این شهرک به حساب می‌آمده که امروزه با تغییر کاربری، مسقف شده و به استخر و سونای عمومی شهرک امید مبدل گشته‌است.